# 黎克眷
黎克眷（1915年—1978年），越南醫生、政治人物。

## 生平
黎克眷1915年出生於越南廣平省，原籍承天順化省香茶縣文社村。
畢業於河內阿爾貝·薩羅中學後，黎克眷進入河內醫學院學習，於1943年取得醫學博士學位。
1964年黎克眷出任國家高級委員會成員。

## 個人生活
黎克眷是一名虔誠的佛教徒，法名日勝（Nhật thắng）。

## 外部鏈接
- Tưởng Nhớ Lm Cao Văn Luận Và Bs Lê Khắc Quyến （页面存档备份，存于）